# Pierre Laffitte (filosof)

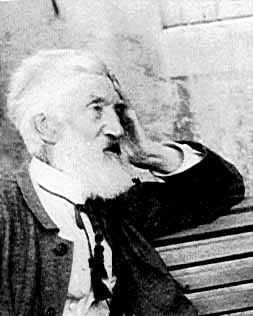
Pierre Laffitte.

Pierre Laffitte, född den 21 februari 1823 i Béguey (departementet Gironde), död den 4 januari 1903 i Paris, var en fransk filosof.
Laffitte, som var professor vid Collège de France och trogen lärjunge till Auguste Comte, var under en lång tid ledare för den del av den positivistiska rörelsen som inte följde Émile Littré. Bland hans skrifter märks Les grands types de l'humanité (2 delar, 1895) och Cours de philosophie première (1889).